# Nemesia kahmanni
Nemesia kahmanni is een spinnensoort in de taxonomische indeling van de bruine klapdeurspinnen (Nemesiidae).
Nemesia kahmanni werd in 1955 beschreven door Kraus.